# Glypta cymolomiae
Glypta cymolomiae là một loài tò vò trong họ Ichneumonidae.